# Shinji Ikari
Shinji Ikari (en japonais : 碇 シンジ ()) est le personnage principal de la série d'animation japonaise Neon Genesis Evangelion, de son film conclusif The End of Evangelion et de la tétralogie cinématographique Rebuild of Evangelion. Il apparaît également dans les nombreuses adaptations en manga et jeu vidéo que la série a connu depuis sa création en 1995.
Shinji est un adolescent de quatorze ans qui est conduit à piloter une Evangelion, une arme ayant l'apparence d'un robot géant, pour combattre des monstres immenses appelés « Anges » dans un monde post-apocalyptique. Loin du héros typique d'anime, Shinji est un personnage profondément dépressif qui considère sa vie comme sans valeur et qui évite au maximum le contact humain pour ne pas blesser ou être blessé,.

## Présentation
Shinji Ikari est le fils de Yui et Gendō Ikari, le commandant de l'organisation confidentielle NERV. Il est nommé au début de la série comme le « Third Children », c'est-à-dire comme le pilote de l'unité Evangelion EVA-01.
Shinji est abandonné par son père alors qu'il n'avait que quatre ans, après la disparition de sa mère. Cette expérience traumatisante le conduit à haïr son père, à se refermer sur lui-même et à utiliser la fuite comme bouclier. Il est souvent montré en train d'écouter de la musique avec un baladeur, cherchant à éviter le contact humain. Il se retrouve pris dans la guerre entre la NERV et les Anges quand son père le convoque pour piloter l'EVA et qu'il rencontre la capitaine Misato Katsuragi. Shinji pilote l'EVA-01 à contrecœur mais l'âme de sa mère qui y est enfermé lui donne la force de vaincre ses ennemis.
Malgré une relation très difficile avec son père, il commence à nouer des liens avec ses camarades de classe et surtout les deux autres pilotes d'EVA : l'introvertie Rei Ayanami et l'exubérante Asuka Soryu Langley. Il s'interdit cependant de trop s'attacher à d'autres personnes pour ne pas souffrir ou faire souffrir.
La série et le film présentent deux fins alternatives à l'intrigue d'Evangelion. Dans la première, Shinji parvient à surmonter sa dépression et son anxiété lors de « l'Instrumentalisation » de l'Humanité et à enfin accepter de s'ouvrir aux autres. Dans la seconde, il est quasiment amorphe et en état de choc à la suite d'évènements tragiques mais c'est sur les choix qu'il prend que repose le destin de l'Humanité. Après que le « Troisième impact » a fait fusionner toutes les consciences humaines en une entité unique, préférant la présence des autres quitte à souffrir, il s'émancipe de ce nouveau stade de l'Évolution sans tristesse ni douleur pour retourner vivre sur une Terre dévastée.

## Personnalité
Bien qu'il se définisse lui-même comme un « enfant », Shiji est très mâture malgré son jeune âge et est souvent amené à faire des choix cornéliens dans des situations complexes. Il souffre du fait que ses amis, sa famille et son entourage le voient et l'obligent à agir comme un adulte.
Grandement dépressif, et par moments suicidaire, Shinji se démarque des adolescents de son âge qui pensent principalement à s'amuser sans se soucier du futur. Les seules personnes avec qui il entretiendra un semblant d'intimité sont Rei Ayanami et, dans une moindre mesure, Kaworu Nagisa. Shinji a du mal à croire à l'amour ou à l'affection à cause des épreuves qu'il a traversées enfant et souffre du dilemme du hérisson : il évite de s'attacher aux autres (et le contact humain en général) par peur de souffrir de ces relations.
Bien qu'il haïsse son père pour l'avoir abandonné, il cherche paradoxalement à obtenir sa reconnaissance et, plus généralement, à être accepté par ses semblables. Il se préoccupe donc constamment de la perception qu'il donne aux autres, et parvient habituellement à la conclusion que tout le monde le déteste.